# Équipe de Hong Kong de curling
L'équipe de Hong Kong de curling est la sélection qui représente Hong Kong dans les compétitions internationales de curling. 
En 2017, l'équipe nationale est classé comme nation numéro 37 chez les hommes et 29 chez les femmes.

## Historique
Après avoir regardé les Jeux olympiques de Sotchi en 2014, John Li Shek-chong, ancien professeur de gestion des loisirs et des sports à l'Université de Hong Kong, a créé la Hong Kong Curling Association, devenue membre à part entière de la Fédération mondiale de curling en 2016.
Li a adapté le sport en réponse au manque de glace de la ville. Il a acheté des «feuilles de curling portatives» qui pouvaient être posées sur des surfaces planes et a développé un nouvel ensemble de règles pour créer un «curling de plancher». Li a mis sur pied des équipes masculines, féminines et mixtes à Hong Kong, ainsi qu'une équipe de garçons juniors qui a battu l'Angleterre et la République tchèque. L'équipe masculine de Hong Kong a battu l'Australie et l'équipe féminine s'est qualifiée pour les demi-finales des championnats de curling Asie-Pacifique en 2017, où elle a perdu face à la Chine.
Les membres de l'association qui vivent au Canada et aux États-Unis exercent dans leurs clubs locaux, tandis que ceux de Hong Kong se rendent au Japon, en Corée et en Chine pour pratiquer pendant les vacances.

## Palmarès et résultats

### Palmarès masculin
Titres, trophées et places d'honneur
- Jeux Olympiques Hommes : aucune participation
- Championnats du monde : aucune participation

### Palmarès féminin
Titres, trophées et places d'honneur
- Jeux Olympiques Hommes : aucune participation
- Championnats du monde : aucune participation

### Palmarès mixte
Titres, trophées et places d'honneur
- Championnat du Monde Doubles Mixte : aucune participation

### Palmarès curling en fauteuil
Jeux paralympiques
- Meilleur résultat : aucune participation